# Círculo negro
Círculo negro es un cuadro de 1924 (motivo 1915) pintado por el artista suprematista Kazimir Malévich. Desde mediados de la década de 1910, este abandonó el estilo figurativo o representativo a favor de la pura abstracción. Consiste en un círculo negro monumental y perfecto que flota en un fondo blanco y liso. Es, junto con Cuadrado negro del mismo año, una de sus obras suprematistas más famosas, con sus figuras geométricas puras en colores primarios. Se encuentra en Rusia, en el Museo Estatal de San Petersburgo.

## Características
El motivo fue exhibido en diciembre de 1915 en la exposición denominada «Última Exposición Futurista de Pinturas 12:10» en la Galería Dobychina de San Petersburgo junto con 34 de sus otras obras abstractas. La exposición coincidió con el manifiesto Del cubismo al suprematismo, el lanzamiento del movimiento artístico radical suprematismo.
Malevich describió el cuadro, así como Cuadrado negro y Cruz negra (ambas de 1915), en términos espirituales. Los llamó "nuevos iconos" para la estética del arte moderno y creía que su claridad y sencillez reflejaban la piedad tradicional rusa. 
En estas nociones, su arte y sus ideas resonarían más tarde con las de los bolcheviques. Sin embargo, mientras que sus obras tuvieron una buena acogida entre los intelectuales, no apelaron mucho al gran público y, en consecuencia, Malévich perdió la aprobación general. Más tarde, fue perseguido por Stalin, que tenía una desconfianza implícita de todo el arte moderno.
En su manifiesto, Malévich describió los cuadros como una "lucha desesperada de liberar el arte del lastre del mundo objetivo", centrándose solo en la forma pura. Intentó pintar obras que fueran entendidas por todos, pero que a la vez tuvieran un impacto emocional comparable al de las obras religiosas. 
En 1924, la obra, junto con Cruz negra y Cuadrado negro, colgaron en la decimocuarta edición de la Bienal de Venecia. La obra de Malévich tendría una influencia significativa en el arte del siglo XX, más especialmente en la fotografía de los años 1920 y los 1930 y en el movimiento del op art de los años 1960.
Cuando Malévich murió en 1934, fue enterrado en un ataúd decorado por el también suprematista ruso Nikolai Suetin con un cuadrado negro en la cabeza y un círculo negro a los pies.